# Communauté de communes de l'Est de la Somme
La Communauté de communes de l'Est de la Somme est une communauté de communes française, située dans les départements de l'Aisne et la Somme en région Hauts-de-France.

## Historique
La loi portant nouvelle organisation territoriale de la République (Loi NOTRe), promulguée le 7 août 2015, redéfinit les compétences attribuées à chaque échelon territorial.
Elle prévoit que les établissements publics de coopération intercommunale (EPCI) à fiscalité propre doivent avoir un minimum de 15 000 habitants. Ainsi, la préfète de la Somme propose en octobre 2015 un projet de nouveau schéma départemental de coopération intercommunale (SDCI), qui prévoit la réduction de 28 à 16 du nombre des intercommunalités à fiscalité propre du département,.
Dans ce cadre, le projet de SDCI prescrit la fusion de la communauté de communes du Pays Hamois et de la communauté de communes du Pays Neslois, afin de constituer une intercommunalité de 42 communes groupant 20 822 habitants, et précise qu'il « s'agit d'un bassin de vie cohérent dans lequel existent déjà des migrations pendulaires entre Ham et Nesle. Ainsi Ham offre des équipements culturels, scolaires et sportifs (médiathèque et auditorium de musique de grande capacité, lycée professionnel, complexe nautique), tandis que Nesle est la commune d'accueil de grandes entreprises de l'agroalimentaire ainsi que de leurs sous-traitants ».
Cette fusion a été soumise au vote des conseils communautaires et municipaux concernés.
Par l'arrêté inter-préfectoral du 16 décembre 2016, la communauté de communes de l'Est de la Somme est ainsi créée le 1er janvier 2017.
Le 1er janvier 2019, Grécourt fusionne au sein de Hombleux, qui devient une commune nouvelle, réduisant à 41 le nombre de communes regroupées).
Herly, qui avait déjà exprimé ce souhait en 2017, a engagé une procédure en 2021/2022  afin de quitter la communauté de communes du Grand Roye, malgré l'opposition de son conseil communautaire, pour rejoindre  l'Est de la Somme,

## Territoire communautaire

### Composition
La communauté de communes est composée des 41 communes suivantes :

| Nom                   | Code Insee | Gentilé        | Superficie (km2) | Population (dernière pop. légale) | Densité (hab./km2) |
| --------------------- | ---------- | -------------- | ---------------- | --------------------------------- | ------------------ |
| Eppeville (siège)     | 80274      | Eppevillois    | 4,95             | 1 719 (2022)                      | 347                |
| Athies                | 80034      | Althéiens      | 10,67            | 613 (2022)                        | 57                 |
| Béthencourt-sur-Somme | 80097      | Béthencourtois | 2,87             | 126 (2022)                        | 44                 |
| Billancourt           | 80105      | Billancourtois | 4,95             | 174 (2022)                        | 35                 |
| Breuil                | 80139      | Breuillois     | 2,17             | 45 (2022)                         | 21                 |
| Brouchy               | 80144      | Brouchissois   | 8,07             | 482 (2022)                        | 60                 |
| Buverchy              | 80158      | Buverchois     | 1,85             | 45 (2022)                         | 24                 |
| Cizancourt            | 80197      | Cizancourtois  | 1,83             | 26 (2022)                         | 14                 |
| Croix-Moligneaux      | 80226      |                | 7,88             | 270 (2022)                        | 34                 |
| Curchy                | 80230      | Curchéiens     | 9,63             | 293 (2022)                        | 30                 |
| Douilly               | 80252      |                | 9,88             | 250 (2022)                        | 25                 |
| Ennemain              | 80267      |                | 6,44             | 247 (2022)                        | 38                 |
| Épénancourt           | 80272      | Épénancourtois | 3,5              | 126 (2022)                        | 36                 |
| Esmery-Hallon         | 80284      |                | 18,9             | 713 (2022)                        | 38                 |
| Falvy                 | 80300      | Falviens       | 6,32             | 162 (2022)                        | 26                 |
| Ham                   | 80410      | Hamois         | 9,5              | 4 408 (2022)                      | 464                |
| Hombleux              | 80442      |                | 15,81            | 1 119 (2022)                      | 71                 |
| Languevoisin-Quiquery | 80465      |                | 4,83             | 193 (2022)                        | 40                 |
| Licourt               | 80474      | Licourtois     | 6,93             | 397 (2022)                        | 57                 |
| Matigny               | 80519      |                | 6,99             | 499 (2022)                        | 71                 |
| Mesnil-Saint-Nicaise  | 80542      | Mesnilois      | 6,8              | 563 (2022)                        | 83                 |
| Monchy-Lagache        | 80555      |                | 15,44            | 574 (2022)                        | 37                 |
| Morchain              | 80568      |                | 5,84             | 359 (2022)                        | 61                 |
| Moyencourt            | 80576      |                | 4,15             | 330 (2022)                        | 80                 |
| Muille-Villette       | 80579      |                | 6,53             | 790 (2022)                        | 121                |
| Nesle                 | 80585      | Neslois        | 7,72             | 2 296 (2022)                      | 297                |
| Offoy                 | 80605      |                | 7,1              | 199 (2022)                        | 28                 |
| Pargny                | 80616      | Pargnisiens    | 3,68             | 196 (2022)                        | 53                 |
| Pithon                | 02604      | Pithonais      | 2,44             | 78 (2022)                         | 32                 |
| Potte                 | 80638      | Pottois        | 3,27             | 111 (2022)                        | 34                 |
| Quivières             | 80658      |                | 6,83             | 144 (2022)                        | 21                 |
| Rethonvillers         | 80669      |                | 7,12             | 341 (2022)                        | 48                 |
| Rouy-le-Grand         | 80683      | Rouissiens     | 3,81             | 100 (2022)                        | 26                 |
| Rouy-le-Petit         | 80684      | Rouyssiens     | 3,27             | 103 (2022)                        | 31                 |
| Saint-Christ-Briost   | 80701      |                | 7,82             | 429 (2022)                        | 55                 |
| Sancourt              | 80726      |                | 7,2              | 268 (2022)                        | 37                 |
| Tertry                | 80750      | Testriciens    | 4,93             | 143 (2022)                        | 29                 |
| Ugny-l'Équipée        | 80771      |                | 2,85             | 30 (2022)                         | 11                 |
| Villecourt            | 80794      | Villecourtois  | 2,19             | 47 (2022)                         | 21                 |
| Voyennes              | 80811      | Voyennois      | 8,87             | 592 (2022)                        | 67                 |
| Y                     | 80829      | Ypsiloniens    | 2,73             | 88 (2022)                         | 32                 |

### Évolution démographique
| 1968   | 1975   | 1982   | 1990   | 1999   | 2010   | 2015   | 2021   |
| ------ | ------ | ------ | ------ | ------ | ------ | ------ | ------ |
| 21 721 | 22 510 | 22 621 | 21 895 | 21 106 | 21 081 | 20 535 | 19 829 |

## Organisation

### Siège
Le siège administratif et l'accueil du public de la communauté de communes est situé à Ham, au 2 bis rue de Péronne. Cependant, afin de respecter les normes d'accessibilité, la communauté aménage en 2017/2018 des bureaux dans le site dit Le Château, à Eppeville, au 106 rue du Maréchal Leclerc ,. C'est adresse était anciennement ceux de la Direction Technique du centre de stockage de l'entreprise Saint Louis Sucre. Et l'adresse administrative du siège social y est officiellement déplacé le 19 octobre 2023.

### Élus
La communauté de communes est gérée par un conseil communautaire composé, à compter des  élections municipales de 2020 dans la Somme de 63 membres : 

- 11 délégués pour Ham ; 

- 6 délégués pour Nesle ; 

- 4 délégués pour Eppeville ;

- 3 délégués pour Hombleux ; 

- 2 délégués pour Esmery-Hallon  et Muille-Villette ;

- 1 délégué et son suppléant pour les autres villages.
À la suite du renouvellement intervenu lors des élections municipales de 2020, le conseil communautaire du 15 juillet 2020 a élu au terme d'une séance mouvementée son président, José Rioja, conseiller municipal d'opposition et ancien maire de Nesle, qui a obtenu par 32 voix contre 31 pour Françoise Ragueneau, maire de Quivières, matérialisant une profonde désunion au sein de l'intercommunalité,,.
Ce conseil communautaire a également élu ses 13 vice-présidents,, qui sont :
1. Julie Riquier, conseillère municipale de Ham, vice-présidente du conseil régional, chargée de l'emploi, de la formation, des relations avec les entreprises et du commerce ;
2. Frédéric Lecomte, maire de Falvy, chargé des ressources humaines, de la culture, du numérique et du centre social ;
3. André Salomé, maire de Rouy-le-Petit[23], chargé du Canal Seine-Nord et de l'amlénagement des ports intérieurs ;
4. Jacques Merlier, maire du Mesnil-Saint-Denis, chargé de l'urbanisme et de l'habitat ;
5. Jean-Marc Wissocq, élu de Morchain, chargé du développement économique ;
6. Aline Sprysch, maire de Douilly, chargée de l'assainissement ;
7. Didier Lepère, maire d'Eppeville, chargé des espaces verts, de la voirie, du déneigement et du chantier d'insertion ;
8. Francis Boitel, élu d'Eppeville, chargé du sport, de la jeunesse et de la santé ;
9. Vincent Joly, maire de Y, chargé des bâtiments communautaires et de l'entretien du patrimoine ;
10. Pierre Carpentier, maire de Buverchy, chargé des ordures ménagères et des déchetteries ;
11. Catherine Lardoux, maire-adjointe d'Eppeville, chargée de la petite enfance, de l'éducation et des personnes âgées ;
12. Antoine Bruchet, élu à Ham, chargé du tourisme et de la revitalisation des centres-bourgs ;
13. Justine Polin, maire-adjointe de Hombleux, chargée de la GEMAPI et du développement durable.

Avec 9 autres membres, ils forment ensemble l'exécutif de l'intercommunalité pour le mandat 2020-2026.

### Liste des présidents
| Période       | Période                       | Identité     | Étiquette | Qualité |
| ------------- | ----------------------------- | ------------ | --------- | --- |
| janvier 2017  | juillet 2020                  | André Salomé | LR        | Agriculteur Maire de Rouy-le-Petit (2001 → ) Président de l'ex-CC du Pays Neslois (2001 → 2016)                                                                                              |
| juillet 2020, | En cours (au 16 juillet 2020) | José Rioja   | DVD       | Agriculteur Maire de Nesle (2014 → 2020) Conseiller municipal de Nesle (2020 → ) Vice-président de la CC du Pays Neslois (2014 → 2016) Vice-président de la CC Est de la Somme (2017 → 2020) |

### Compétences
L'intercommunalité exerce des compétences qui lui sont transférées par les communes membres, dans les conditions fixées par le code général des collectivités territoriales. Il s'agit de :
- Au titre des compétences obligatoires
  - L'aménagement de l’espace pour la conduite d’actions d’intérêt communautaire
  - Actions de développement économique
  - L'aménagement, entretien et gestion des aires d'accueil des gens du voyage
  - La collecte et traitement des déchets des ménages et déchets assimilés
- Au titre des compétences optionnelles: 
  - La politique du logement et du cadre de vie
  - Protection et mise en valeur de l'environnement
  - Action sociale d'intérêt communautaire
- Et des compétences facultatives variables, issues des anciennes communautés de communes en fonction de leur territoire.

### Régime fiscal et budget
La Communauté de communes est un établissement public de coopération intercommunale à fiscalité propre.
Afin de financer l'exercice de ses compétences, elle collecte une fiscalité additionnelle aux impôts locaux des communes membres, avec fiscalité professionnelle de zone et avec fiscalité professionnelle sur les éoliennes